# ひょうたん書店
ひょうたん書店（ひょうたんしょてん）は、有限会社ひょうたんが鹿児島県鹿児島市西田二丁目にて営業していたコミック専門店・アニメショップである。

## 概要
書店の開業を考えていた創業者が、当時閉店を予定していた同名の書店を引き継ぐ形で1986年に創業したと公式サイトにおいて述べている。近隣に進出した大型書店との差別化のため 、1997年から漫画専門店に転換。1999年4月には東千石町（天文館）に出店した。
1998年11月、南日本新聞の記事で「ほかの本屋で扱っていないようなマニア向けの本」を主力商品とし「一部のファンには強く支持され、口コミで知った客が市外はもちろん熊本、宮崎からも訪ねてくる」書店として掲載された。また、2012年2月にも同紙記事で「宮崎など県外からも客が訪れる」書店として掲載された。
『新世紀エヴァンゲリオン』を鹿児島県で放送するよう求める署名活動を顧客とともに街頭で展開したことがあるほか、スポンサーとして『もやしもん』『さよなら絶望先生』といった番組を提供したこともある。
2016年2月に入り、出版取次業者の太洋社が自主廃業の準備に入ったことに伴い、既存契約の条件で取引可能な取次業者が見つからなかったことから今後の店舗営業が困難と判断、店頭小売から撤退し同年2月14日をもって既存店舗を閉店すると公式Twitterで発表した。以後、通信販売業務に特化して事業を継続していたが、2021年3月1日をもって楽天市場でのサービスも終了した。
現在は地域サイト運営事業にシフトしている。